# Бодидарма
Бодидарма (санскрт: बोधिधर्म Bodhidharma; на кинеском: Та Мо; око 470 — 543.) је био индијски будистички монах који је, према предању, донео ч'ан, медитативну школу будизма, у Кину. Он је живео током 5. или 6. века. Њему се традиционално приписују заслуге за пренос будизма у Кину и сматра се првим кинеским бутистичким патријархом. Према кинеској легенди, он је такође започео физичку обуку монаха манастира Шаолин која је довела до стварања шаолинског кунгфуа. У Јапану је познат као Дарума. Његово име на санскриту значи „дарма буђења (боди)”.
Сматрају га 28. директним индијским потомком Буде Гаутаме, а у конеској Чан школи сматра се за првог патријаха.
Мало је савремених биографских података о Бодидарми сачувано, а каснији извештаји постали су препуни легенди и непоузданих детаља.

## Живот
Описи његовог живота претежно су легендарни. Он је између 520. и 526. године из Индије дошао у Кину где је постао први тсу (патријарх, дословно предак) чан школе. У Кини је Бодидарма предао учење Хуејкеју (486—593), који је био други кинески патријарх. Чан учење је тамо убрзо успоставило изванредан утицај.
Данас научници углавном не узимају нарочито озбиљно ово предање. Заправо, историјску подлогу за ч'ан у Кини већ су били створили људи као што су Сенг-чао и Тао-шенг.

## Учење
Своја учења је заснивао на Ланкаватара сутри, а његова порука је сажета у чувеним стиховима:
Засебно преношење изван списа,
Независно од речи или слова,
Непосредно упућивање на ум,
Увиђање природе и постизање будаства.

## Радови који се приписују Бодидарми
- Two Entrances and Four Practices,《二入四行論》
- The Bloodstream sermon 《血脈論》
- Dharma Teaching of Pacifying the Mind 《安心法門》
- Treatise on Realizing the Nature 《悟性論》
- Bodhidharma Treatise《達摩論》
- Refuting Signs Treatise 《破相論》 (a.k.a. Contemplation of Mind Treatise《觀心論》)
- Two Types of Entrance „《二種入》”. Архивирано из оригинала 10. 10. 2021. г. Приступљено 10. 10. 2021.